# Karin Doppelbauer

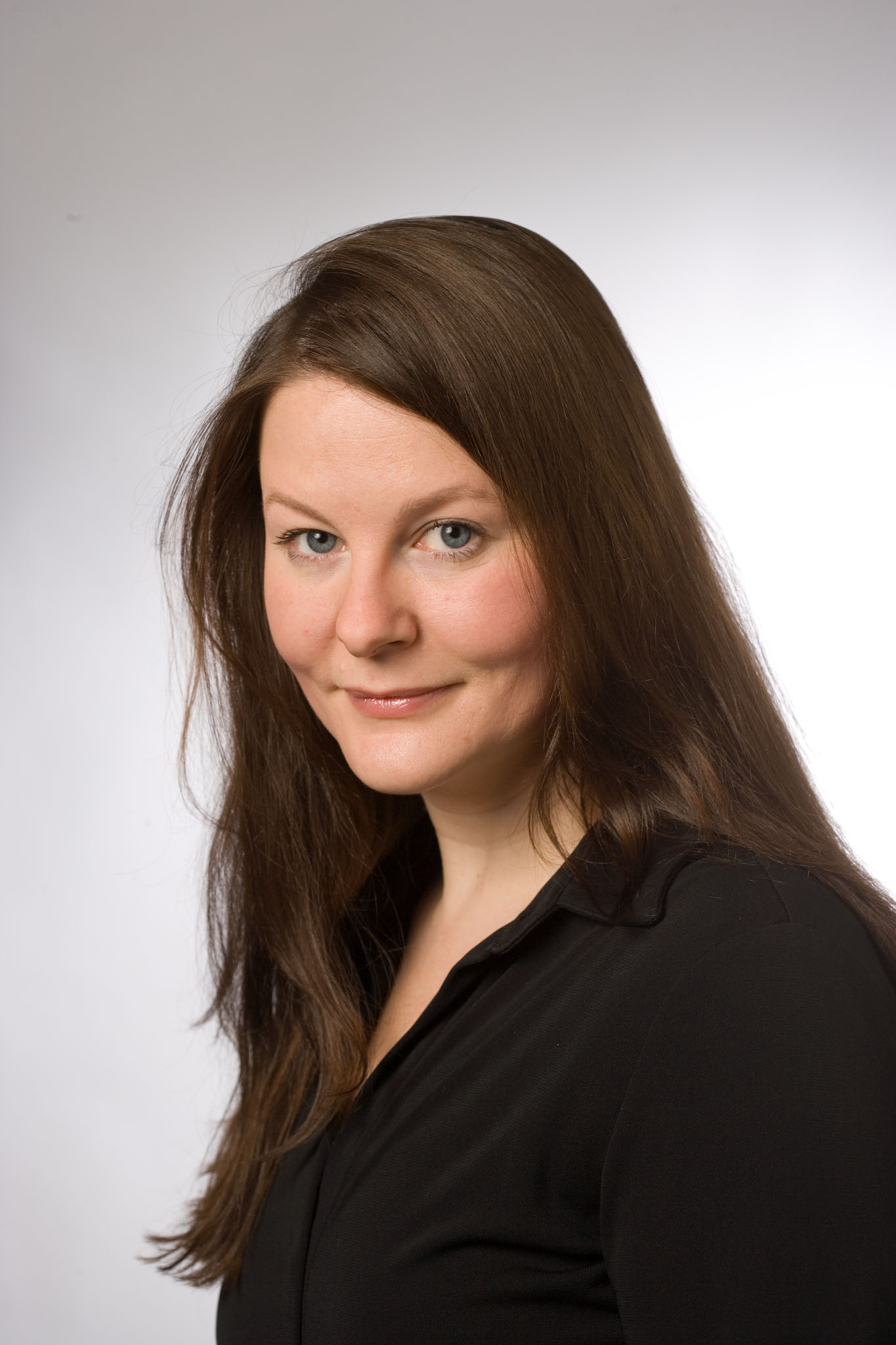
Karin Doppelbauer (2007)

Karin Doppelbauer (* 2. März 1975 in Grieskirchen) ist eine österreichische Managerin, Bio-Bäuerin und Politikerin (NEOS). Doppelbauer ist seit 4. April 2017 Abgeordnete zum österreichischen Nationalrat.

## Leben
Karin Doppelbauer wurde am 2. März 1975 im oberösterreichischen Grieskirchen geboren. Sie besuchte die Volksschule in Kallham und die Hauptschule in Neumarkt im Hausruckkreis sowie das Oberstufenrealgymnasium in Grieskirchen, wo sie schließlich maturierte. Im Jahr 2000 schloss Doppelbauer das Diplomstudium der Agrarökonomie mit der Sponsion zur Diplom-Ingenieurin an der Universität für Bodenkultur ab, welches sie zuvor an Universitäten in Wien, Chicago und Vancouver betrieben hatte.
Karin Doppelbauer ist als Director Operations EMEA im Management des US-Computerherstellers Dell Technologies tätig. Daneben ist sie auch selbständige Bio-Landwirtin und Mitbegründerin von NEOS.  Von 2012 bis 2017 war sie als stellvertretende Finanzreferentin Vorstandsmitglied der Partei und als Finanzreferentin auch im Vorstand der Parteiakademie NEOS Lab.
Am 4. April 2017 zog sie nach dem Rückzug des NEOS-Abgeordneten Niko Alm aus dem Parlament auf der Bundesliste von NEOS in den österreichischen Nationalrat ein. Nach der nur sechs Monate später stattfindenden Nationalratswahl 2017 konnte Doppelbauer jeweils als Spitzenkandidatin der NEOS im Landeswahlkreis Oberösterreich ihr Mandat ebenso behalten wie nach der Nationalratswahl 2019.
Doppelbauer ist NEOS-Energiesprecherin.